# Corner sur l'étain de 1982
 (avril 2025).
Le corner sur l'étain de 1982 est une opération à l'échelle mondiale, ayant pour but de contrôler le marché mondial de l'étain, proposée par un trader aux pays producteurs pour augmenter les prix. Parmi les pays participants à cette opération se trouve notamment la Malaisie, où le vice-président Abdul Rahim Aki a créé une société parapublique nommée Maminco, au capital de 90 millions de dollars, avec le concours de la banque Buniputra, également détenue par le gouvernement de Malaisie.
Une bonne partie des spéculations émanaient d'un courtier nommé Marc Rich, opèrant en Suisse et à New York, qui avait fait fortune dans le pétrole au début des années 1970 puis en contournant l'embargo sur l'Iran établi à la suite de la prise d'otages de l'ambassade des États-Unis en Iran, le 4 novembre 1979 à Téhéran. Les associés de cette opération entretiennent le sentiment de raréfaction en monopolisant le métal sur le marché physique.
Le plan, couronné de succès au départ, a été très coûteux finalement pour la Malaise, son gouvernement tentant sans succès de combler les déficits des sociétés qu'il contrôlait en créant de nouvelles sociétés.

## Histoire
Au moment d'une première vague de spéculation sur les matières premières déclenchée par l'augmentation des prix du pétrole de 1973 à 1974, le gouvernement américain avait vendu près de 44 000 tonnes d'étain sur deux ans, prélevées dans son stock stratégique. Pourtant, les prix mondiaux de l'étain ne s'étaient pas effondrés. 
Sept ans plus tard, le Premier ministre malaisien, Mahathir Mohamad, se plaint des prix mondiaux qu'il trouve trop bas. Il s'inquiète en particulier pour la plus grosse mine du pays, Rahman Hydraulic, située dans le nord, qui appartient à la MSC et produit 60 à 70 % de l'étain du royaume malaisien. 
La plupart des professionnels de l'étain ont au contraire été surpris par des prix aussi élevés à cette époque, car la demande décline, à cause du deuxième choc pétrolier et du développement des canettes en aluminium. 
Les gouvernements, les fabricants et les superviseurs des échanges mondiaux sur les matières premières ont enquêté sur le volume des échanges sur le marché des métaux de Londres, créé quatre ans plus tôt, en 1978. Le London Metal Exchange a assoupli ses règles concernant le montant à décaisser par les négociants en étain, obligés à livrer de l'étain quand l'échéance de leur contrat vient à la fin de chaque mois, ce qui n'a fait qu'amplifier la spéculation. Résultat : l'étain bat des records à la Bourse de Londres. 
La frénésie d'achat a commencé en juin 1981 peu après que les nations consommatrices aient annulé une proposition pour augmenter les prix de l'étain dans le cadre de l'accord International sur l'étain. Etant donné que la Malaisie était le plus grand producteur mondial d'étain, ce pays, selon ses accusateurs, avait le plus à gagner grâce à des prix plus élevés et s'est retrouvé assez vite soupçonné. 
Les cours ont monté alors que la plupart des analystes s'attendaient à ce que la crise économique produise un surplus encore plus important au cours de l'année 1982, et fasse au contraire baisser les cours. Le trader Marc Rich a réussi à contrôler le marché après avoir proposé aux pays producteurs un plan à l'échelle mondiale pour augmenter les prix de l'étain. Selon le respecté hebdomadaire de Londres The Economist, il vendait de l'étain aux États-Unis pour la Société minière malaisienne, détenue à 5 % par le gouvernement malaisien et plus grand producteur d'étain du monde. Son vice-président Abdul Rahim Aki a créé une société nommée Maminco, au capital de 90 millions de dollars, avec le concours de la banque Buniputra, également détenue par le gouvernement de Malaisie.
En octobre 1982, le Conseil international de l'étain a augmenté le prix de l'étain au nom de la plupart des pays producteurs et consommateurs, légèrement toutefois. Peu après, le 26 novembre, les associés du corner ont vendu 10 000 tonnes de contrats à terme et acheté 10 000 tonnes de métal sur le marché physique, afin d'entretenir un sentiment de raréfaction à court terme et de perte de confiance dans le marché à terme.
L'Accord international sur l'étain expirant le 30 juin, les États-Unis ont annoncé qu'ils n'entreraient pas dans le prochain accord international. Les grands acheteurs d'étain américains, comme les sociétés sidérurgiques, avaient convaincu l'administration Reagan qu'un marché plus libre permettrait de mieux réguler les prix des consommateurs.
En Malaisie, l'affaire est appelée par la presse le "Maminco scandal", ou encore "Makuwasa-Maminco scandal" car il a coûté 1,6 milliard de ringitts aux contribuables, avec des rebondissements en 1985 et 1986, lorsque le gouvernement a créé une seconde société pour tenter de réduire les pertes de la première mais sans succès,.
Plutôt que de reconnaître les pertes dans la spéculation sur l'étain, le gouvernement a mis en place une autre société fictive appelée Makuwasa, créant de nouvelles actions qui ont été affectés au Fonds de prévoyance des employés, le fonds de retraite du pays pour les travailleurs privés et publics. Le plan était de vendre ces actions à faible coût, pour un bénéfice couvrant les pertes de Maminco. Lors de l'assemblée générale du fonds tenue le 18 septembre 1986, Mahathir a été forcé d'admettre que Makuwasa a été créé pour récupérer de la débâcle Maminco les pertes du gouvernement et tenter de rembourser les prêts à la Banque Bumiputra.